# Eumyzus indicus
Eumyzus indicus är en insektsart. Eumyzus indicus ingår i släktet Eumyzus och familjen långrörsbladlöss. Inga underarter finns listade i Catalogue of Life.